# Estônia nos Jogos Paralímpicos de Verão de 2000
Estônia participou dos Jogos Paralímpicos de Verão de 2000, que foram realizados na cidade de Sydney, na Austrália, entre os dias 18 e 29 de outubro de 2000.

## Medalhistas
| Medalha           | Nome          | Esporte   | Evento                     |
| ----------------- | ------------- | --------- | -------------------------- |
| Medalha de Ouro   | Sirly Tiik    | Atletismo | Women's javelin F20        |
| Medalha de Prata  | Marge Kõrkjas | Natação   | Women's 50m freestyle S12  |
| Medalha de Bronze | Sirly Tiik    | Atletismo | Women's high jump F20      |
| Medalha de Bronze | Sirly Tiik    | Atletismo | Women's shot put F20       |
| Medalha de Bronze | Janne Mugame  | Natação   | Women's 50m backstroke S14 |